# Open Sesame! (曲)
『Open Sesame!』（オープン・セサミ）は、日本のロックバンド、PERSONZの15枚目のシングルである。

## 収録曲
1. Open Sesame!
（作詞：JILL / 作曲：渡邉貢）
2. Rock With Me
（作詞：JILL / 作曲：田中詠司）

## 品番
CDS: TODT-3799